# Erondegem
Erondegem är en ort i Belgien.   Den ligger i provinsen Östflandern och regionen Flandern, i den centrala delen av landet, 29 km väster om huvudstaden Bryssel. Erondegem ligger 35 meter över havet och antalet invånare är 1 628.
Terrängen runt Erondegem är platt. Runt Erondegem är det tätbefolkat, med 709 invånare per kvadratkilometer.. Närmaste större samhälle är Aalst, 5,6 km öster om Erondegem. 
Omgivningarna runt Erondegem är en mosaik av jordbruksmark och naturlig växtlighet.